# دسته-آ ۱۹۹۶
آمار مرتبط با لیگ دسته-آ بوتان در فصل سال ۱۹۹۶.

## بررسی اجمالی
باشگاه فوتبال دروک پول برنده این دوره از مسابقات شد.